# Сардаб-Хане-Пошт
Сардаб-Хане-Пошт (перс. سرداب خانه پشت) — село в Ірані, у дегестані Кухестані-є-Талеш, в Центральному бахші, шагрестані Талеш остану Ґілян. За даними перепису 2006 року, його населення становило 96 осіб, що проживали у складі 18 сімей.

## Клімат
Середня річна температура становить 10,82°C, середня максимальна – 25,48°C, а середня мінімальна – -4,36°C. Середня річна кількість опадів – 449 мм.
| Клімат поселення                              | Клімат поселення | Клімат поселення | Клімат поселення | Клімат поселення | Клімат поселення | Клімат поселення | Клімат поселення | Клімат поселення | Клімат поселення | Клімат поселення | Клімат поселення | Клімат поселення | Клімат поселення |
| Показник                                      | Січ.             | Лют.             | Бер.             | Квіт.            | Трав.            | Черв.            | Лип.             | Серп.            | Вер.             | Жовт.            | Лист.            | Груд.            |                  |
| Середній максимум, °C                         | 7,62             | 6,90             | 9,30             | 14,13            | 19,17            | 23,53            | 25,48            | 25,09            | 20,80            | 17,55            | 11,54            | 7,92             |                  |
| Середня температура, °C                       | 1,99             | 1,27             | 3,67             | 8,52             | 13,56            | 17,90            | 21,25            | 20,85            | 16,56            | 13,32            | 7,29             | 3,69             |                  |
| Середній мінімум, °C                          | −3,62            | −4,36            | −1,96            | 2,90             | 7,94             | 12,28            | 17,01            | 16,62            | 12,34            | 9,08             | 3,06             | −0,56            |                  |
| Норма опадів, мм                              | 35               | 34               | 53               | 55               | 48               | 23               | 13               | 16               | 33               | 55               | 42               | 42               |                  |
| Середньомісячна швидкість вітру, м/с          | 2.09             | 2.50             | 2.53             | 2.65             | 2.20             | 2.07             | 2.38             | 2.24             | 1.88             | 2.06             | 2.07             | 1.98             |                  |
| Середньомісячна сонячна радіація, кДж/м²·день | 7116             | 9660             | 11847            | 16044            | 19765            | 22532            | 23350            | 19967            | 16671            | 11641            | 8705             | 6719             |                  |
| --------------------------------------------- | ---------------- | ---------------- | ---------------- | ---------------- | ---------------- | ---------------- | ---------------- | ---------------- | ---------------- | ---------------- | ---------------- | ---------------- | ---------------- |
| Джерело:                                      |                  |                  |                  |                  |                  |                  |                  |                  |                  |                  |                  |                  |                  |